# Луїза Орлеанська
Луїза Орлеанська (фр. Louise d'Orléans), повне ім'я Луїза Франсуаза Марія Лаура Орлеанська (фр. Louise Françoise Marie Laure d’Orléans), ( 24 лютого 1882 — 18 квітня 1958) — французька принцеса з Орлеанського дому, дружина сицилійського принца та іспанського інфанта Карлоса Танкреда де Бурбона, прабабуся правлячого короля Іспанії Філіпа VI.

## Біографія
Луїза народилася 24 лютого 1882 у Каннах на Лазурному узбережжі. Вона була сьомою дитиною та четвертою донькою родині графа Паризького Луї-Філіпа та його дружини Марії Ізабелли Орлеанської. Дівчинка мала старших сестер Амелію, Єлену та Ізабеллу й брата Філіпа. Ще двоє братів померли в ранньому віці до її народження.
Мешкало сімейство в палацах Е та Рандану, мало у своєму віданні замок Амбуаз, під час знаходження у Парижі жили на першому поверсі готелю Матіньйон.
Після заручин принцеси Амелії у 1886 році родина знову була вислана із Франції. Надалі проживали у Великій Британії та Іспанії. Луїза із матір'ю мешкали переважно у палаці Вільяманріке-де-ла-Кондеса в провінції Севілья.
У віці 25 років Луїза взяла шлюб із 37-річним принцом Карлосом де Бурбоном. Наречений був удівцем і мав двох малолітніх дітей від першого союзу із Мерседес Іспанською. Він відмовився від своїх прав на успадкування корони Обох Сицилій, натомість ставши інфантом Іспанії. Весілля відбулося 16 листопада 1907 у резиденції батька нареченої, Вуд-Нортон, в Вустерширі. Пара оселилася у Мадриді, де у них народилося четверо дітей.
У 1920-х роках сімейство мешкало в Севільї, де Карлос виконував функції губернатора, призначений королем Альфонсо XIII. Після встановлення в країні республіки у 1931, родина переїхала до Італії, а звідти —до Швейцарії. Встановлення режиму Франко дозволило Бурбонам у 1939 році повернутися до Севільї.
У листопаді 1949 року Карлос помер. Луїзи не стало 18 квітня 1958. Обидва поховані у церкві Божественного Спасителя в Севільї.

## Нагороди
- Орден Королеви Марії Луїзи (Іспанія);
- Орден військових заслуг (Іспанія).

## Титули
- 21 лютого 1882—16 листопада 1907 — Її Королівська Високість Принцеса Луїза Орлеанська;
- 16 листопада 1907—18 квітня 1958 — Її Королівська Високість Принцеса Луїза Бурбон-Сицилійська, Принцеса Орлеанська.

## Родина

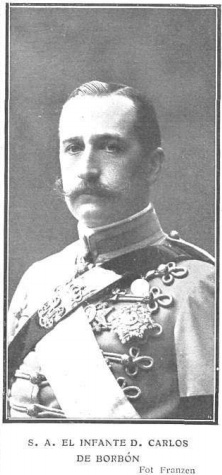
[[Карлос Бурбон-Сицилійський (1870—1949)
|Карлос де Бурбон]] на світлині Хрістіана Францена

Чоловік —  Карлос Бурбон-Сицилійський (1870—1949)
Дітиː
- Карлос (1908—1936) — загинув в Ейбарі під час Громадянської війни, одруженим не був, дітей не мав;
- Марія де лос Долорес (1909—1996) — була двічі одружена, мала двох синів від першого шлюбу;
- Марія де лас Мерседес (1910—2000) — дружина Хуана де Бурбона, графа Барселонського, мала четверо дітей;
- Марія де ла Есперанса (1914—2005) — дружина принца Орлеан-Браганса Педру Гастана, мала шестеро дітей.